# شهرستان ولشتین
شهرستان وُلشتین (به لهستانی: Powiat Wolsztyn) یک شهرستان در لهستان است که در استان لهستان بزرگ‌تر واقع شده‌است. شهرستان ولشتین ۶۸۰٫۰۳ کیلومتر مربع مساحت و ۵۴٬۷۱۸ نفر جمعیت دارد.